# خليج ماتويا

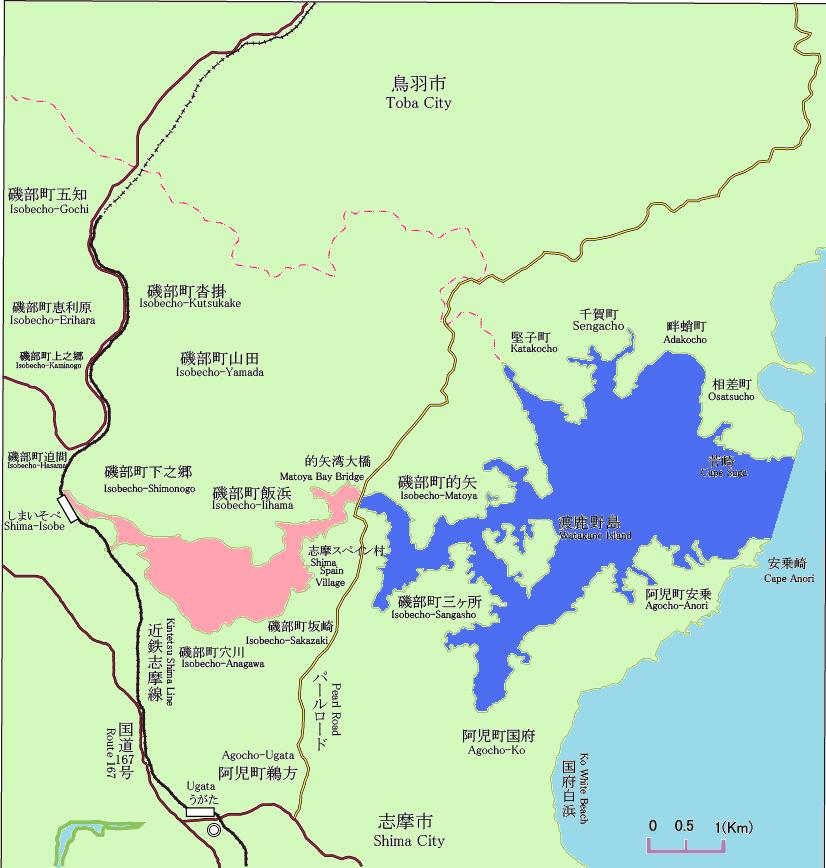
خليج ماتويا

خليج ماتويا (باليابانية: 的矢湾) هو خليج يقع في مدينتي شيما و توبا في محافظة ميه، اليابان. وهو جزء من منطقة ايسي-شيما.
الخليج معروف بزراعة المحار في اليابان.